# Национална банка на Белгия
Националната банка на Белгия (на нидерландски: Nationale Bank van België; на френски: Banque nationale de Belgique; на немски: Belgische Nationalbank) е централната банка на Белгия със седалище в Брюксел.
През първите години след създаването на Кралство Белгия през 1830 година функциите на централна банка се изпълняват от финансово-промишления конгломерат Сосиете женерал дьо Белжик. Националната банка на Белгия е създадена през 1850 година по инициатива на финансовия министър Валтер Фрер-Орбан като частно акционерно дружество, което да осъществява изключително функциите на централна банка. Днес 50% от капитала на банката е държавна собственост, а останалата се търгува свободно на борсата Евронекст Брюксел, като никой от по-малките акционери не притежава повече от 5%.
Националната банка на Белгия е член на Европейската система на централните банки, а управителят на банката е член на нейния Управителен съвет, отговорен за монетарната политика в еврозоната. Банката емитира и поддържа обращението на евро монети и банкноти, извършва финансови услуги за държавата и за частни лица и осъществява надзор върху финансовия сектор с цел запазване на неговата стабилност. За да подпомага основната си дейност тя събира, анализира и разпространява стопанска и финансова информация, а библиотеката ѝ е публично достъпна и съдържа една от най-големите сбирки с икономическа литература в страната.

## Управители
- Франсоа-Филип дьо Оси (1850 – 1869)
- Йожен Превинер (1870 – 1877)
- Андре-Йожен Призон (1877 – 1881)
- Александр Жамар (1882 – 1888)
- Йожен Анспаш (1888 – 1890)
- Виктор Ван Хугарден (1891 – 1905)
- Теофил дьо Лантсер (1905 – 1918)
- Леон Ван дер Рест (1918 – 1923)
- Фернан Отен (1923 – 1926)
- Луи Франк (1926 – 1937)
- Жорж Янсен (1938 – 1941)
- Албер Гофен (1941)
- Жорж Тьони (1941 – 1944)
- Морис Фрер (1944 – 1957)
- Юбер Ансио (1957 – 1971)
- Роберт Вандепьоте (1971 – 1975)
- Сесил де Стрейкер (1975 – 1982)
- Жан Годо (1982 – 1989)
- Алфонс Верплатсе (1989 – 1999)
- Ги Кадан (1999 – 2011)[4]
- Люк Коен (2011 – 2015)[4]
- Ян Сметс (2015 – 2019)
- Пиер Вюнсх (от 2019)